# Stuart Cutler
Stuart Cutler (* 10. Februar 1896 in Dobbs Ferry, Westchester County, New York; † 25. Juni 1986) war ein Brigadegeneral der United States Army. Er war unter anderem Kommandeur der 101. Luftlandedivision.
Über den frühen Werdegang von Stuart Cutler ist in den Quellen nichts überliefert. Er gelangte in das Offizierskorps des US-Heeres, in dem er bis zum Brigadegeneral aufstieg. Im August 1940 erreichte er den Dienstgrad eines Oberstleutnants und im Dezember 1941 wurde er kurze Zeit nach dem amerikanischen Eintritt in den Zweiten Weltkrieg zum Oberst befördert.
Bis März 1942 kommandierte er Camp Gordon, das heutige Fort Eisenhower, bei Augusta in Georgia. Danach erhielt er das Kommando über das gerade wieder reaktivierte 326. Infanterieregiment, das der 82. Luftlandedivision unterstand und unter anderem Gleitflugzeuge zum Einsatz für Luftlandeeinsätze unterhielt. Zu Cutlers Zeit als Regimentskommandeur war die Einheit noch nicht im Kriegseinsatz. Stattdessen wurde sie in den Vereinigten Staaten auf einen solchen Einsatz vorbereitet.
Nach seiner Zeit als Regimentskommandeur wurde Stuart Cutler zum Stab der 13. Luftlandedivision versetzt, dem er bis 1944 angehörte. Auch diese Einheit nahm nicht aktiv am Kriegsgeschehen teil. Im September 1943 wurde Cutler zum Brigadegeneral befördert. Im Jahr 1944 leitete er für kurze Zeit die Luftlandeabteilung der 12th Army Group, ehe er zum Stab der First Allied Airborne Army versetzt wurde. Diese Armee war die größte Zusammenfassung von Luftlandestreitkräften in der Geschichte. Sie war in Frankreich eingesetzt und unterstütze den Alliierten Vormarsch nach Deutschland. Cutler gehörte dem Stab dieses Großverbands bis zum Ende des Kriegs an. Danach kommandierte er im Oktober und November 1945 die 101. Luftlandedivision, die dann vorübergehend aufgelöst wurde. Für seine Tätigkeiten während des Zweiten Weltkriegs wurde Cutler mit der Army Distinguished Service Medal ausgezeichnet.
Nach zwischenzeitlich anderen Verwendungen ging Cutler im November 1946 in den Ruhestand. Über sein Leben nach seiner Pensionierung ist nichts überliefert. Er starb am 25. Juni 1986 und wurde auf dem amerikanischen Nationalfriedhof Arlington beigesetzt.